# Calycomyza jamaicana
Calycomyza jamaicana este o specie de muște din genul Calycomyza, familia Agromyzidae, descrisă de Zlobin în anul 1996.
Este endemică în Jamaica. Conform Catalogue of Life specia Calycomyza jamaicana nu are subspecii cunoscute.